# Trgovina Microsoft
Trgovina Microsoft (angleško Microsoft Store, prej znana kot Trgovina Windows oz. Windows Store) je platforma za digitalno distribucijo podjetja Microsoft. Microsoft jo je uvedel leta 2012 z operacijskima sistemoma Windows 8 in Windows Server 2012 kot glavno rešitev za distribucijo univerzalno kompatibilnih aplikacij (Universal Windows Platform, UWP). Ob izdaji Windows 10 je bila združena z ostalimi Microsoftomi platformami za distribucijo in s spletno trgovino, tudi imenovano »Microsoft Store«, tako da je zdaj enotna distribucijska točka za aplikacije, videoigre in digitalni video v okoljih Windows in Xbox.
Kot podobni platformi Google Play in Mac App Store je Trgovina Microsoft nadzorovan sistem, v katerem morajo biti aplikacije certificirane za kompatibilnost in vsebino. Microsoft računa 12 % prodajne cene od vsakega prodanega izvoda videoiger, pri aplikacijah pa za razliko od konkurenčnih platform nič, če ponudniki uporabijo lasten sistem za plačila (sicer 5–15 %). Število aplikacij, ki so na voljo prek Trgovine Windows, ni znano, a je po ocenah bistveno manjše kot na Google Play in Mac App Store.